# Дежарден, Уилли
Уилли Дежарден (фр. Willie Desjardins; род. 11 февраля 1957, Клаймакс, Саскачеван) — канадский хоккеист и тренер, главный тренер и генеральный менеджер «Медисин-Хат Тайгерс».

## Карьера игрока
Уилли Дежарден начинает свою карьеру хоккеиста в Юниорской хоккейной лиге Саскачевана за хоккейный клуб «Мус-Джо Кэнакс» и играет там с 1971 по 1974 года. А в сезоне 1974/75 играет за «Мус-Джо Кэнакс» и «Суифт-Каррент Бронкос». С 1975 по 1977 год играет за «Летбридж Бронкос» в западной хоккейной лиге. Позже играет за «Саскачеван Хаскис» в Университете Саскачевана под руководством Дэйва Кинга. Кинг рекомендует его Алексу Анджеличу, главному тренеру клуба «Виссерс Неймеген» из Нидерландской хоккейной лиги. Там Уилли становится капитаном и в первый же год выигрывает с командой титул чемпиона Нидерландов.

## Карьера тренера
Уилли Дежарден начинал свою карьеру тренера в 1985 году в Университете Калгари в качестве помощника Джорджа Кингстона и стал главным тренером в 1989 году. С 1994 по 1996 год тренировал японский «Сэйбу Беарс». Затем он вернулся в Канаду и стал главным тренером «Саскатун Блейдз» в середине сезона 1997/98. Затем он был приглашен на работу в качестве помощника главного тренера сборной Канады. Два года тренировал в Японии.
Потом «Медисин-Хат Тайгерс» нанимает Дежардена главным тренером. Дежарден с «тиграми» дважды выиграл титул чемпиона западной хоккейной лиги и в сезоне 2005/06 становится также генеральным менеджером «Медисин-Хат Тайгерс». В том же сезоне, после того как «Медисин-Хат Тайгерс» уступили в третьем раунде плей-офф западной хоккейной лиги, Дежарден выиграл Данк МакКаллум Мемориал Трофи — приз, ежегодно вручаемый лучшему тренеру Западной хоккейной лиги.
В 2009 году Уилли, как помощник главного тренера, с молодёжной сборной Канады выиграл молодёжный чемпионат мира. Тогда главным тренером был Пэт Куинн, а его помощниками, как и Уилли Дежарден, были Ги Буше и Дэйв Кэмерон. Потом Дежарден сам возглавил сборную и завоевал серебро на следующем чемпионате.
С 2010 по 2012 год Дежарден был помощником главного тренера «Даллас Старз» в Национальной хоккейной лиге, потом работает в качестве главного тренера фарм-клуба «Старз» в АХЛ — Техас Старз. 17 июня 2014 года он привел свою команду к их первому Кубку Колдера.
23 июня 2014 года Дежарден становится главным тренером клуба НХЛ — «Ванкувер Кэнакс». Уилли заменил на этой должности Джона Тортореллу, который был уволен с поста главного тренера после одного сезона.
Регулярный чемпионат сезона 2014/15 «Кэнакс» под руководством Дежардена закончили на 2-м месте в своём дивизионе, благодаря чему вышли в плей-офф где в первом раунде уступили «Калгари Флэймз» в шести матча. В следующих двух сезонах «Ванкувер» не смог попасть в плей-офф, после чего руководство команды отправило Вилли Дежардена в отставку.
25 июля 2017 года Уилли Дежарден был назначен на пост главного тренера сборной Канады для участия в хоккейном турнире на Олимпийских играх 2018. Команда завоевала Кубок Шпенглера 2017 и бронзовые медали Олимпиады.
4 ноября после неудачного старта руководство «Лос-Анджелес Кингз» уволило Джона Стивенса и назначило исполняющим обязанности Дежардена. Он не смог выправить положение и команда заняла последнее место в Западной конференции и предпоследнее в лиге. 31 мая возвращается в «Медисин-Хат Тайгерс» главным тренером и генеральным менеджером.

## Тренерская статистика
| Лига        | Команда             | Год         | Регулярный сезон | Регулярный сезон | Регулярный сезон | Регулярный сезон | Регулярный сезон | Регулярный сезон | Регулярный сезон | Регулярный сезон     | Плей-офф                   |
| Лига        | Команда             | Год         | И                | В                | П                | Н                | ОТ               | Очки             | % очков          | Место в дивизионе    | Результат                  |
| ----------- | ------------------- | ----------- | ---------------- | ---------------- | ---------------- | ---------------- | ---------------- | ---------------- | ---------------- | -------------------- | -------------------------- |
| ЗХЛ         | Саскатун Блейдс     | 1997/98     | 39               | 10               | 23               | 6                | -                | 26               | 33               | 4-й в Восточном      | Поражение в первом раунде  |
| ЗХЛ         | Медисин-Хат Тайгерс | 2002/03     | 72               | 29               | 34               | 2                | 7                | 67               | 46               | 3-й в Центральном    | Поражение во втором раунде |
| ЗХЛ         | Медисин-Хат Тайгерс | 2003/04     | 72               | 40               | 20               | 9                | 3                | 92               | 63               | 1-й в Центральном    | Победа в сезоне            |
| ЗХЛ         | Медисин-Хат Тайгерс | 2004/05     | 72               | 45               | 21               | 4                | 2                | 96               | 67               | 1-й в Центральном    | Поражение во втором раунде |
| ЗХЛ         | Медисин-Хат Тайгерс | 2005/06     | 72               | 47               | 16               | -                | 9                | 103              | 71               | 1-й в Центральном    | Поражение в третьем раунде |
| ЗХЛ         | Медисин-Хат Тайгерс | 2006/07     | 72               | 52               | 17               | -                | 3                | 107              | 74               | 1-й в Центральном    | Победа в сезоне            |
| ЗХЛ         | Медисин-Хат Тайгерс | 2007/08     | 72               | 43               | 22               | -                | 7                | 93               | 64               | 3-й в Центральном    | Поражение в первом раунде  |
| ЗХЛ         | Медисин-Хат Тайгерс | 2008/09     | 72               | 36               | 29               | -                | 7                | 79               | 55               | 2-й в Центральном    | Поражение во втором раунде |
| ЗХЛ         | Медисин-Хат Тайгерс | 2009/10     | 72               | 41               | 23               | -                | 8                | 90               | 62               | 3-й в Центральном    | Поражение во втором раунде |
| АХЛ         | Техас Старз         | 2012/13     | 76               | 43               | 22               | -                | 11               | 97               | 63               | 1-й в Южном          | Поражение во втором раунде |
| АХЛ         | Техас Старз         | 2013/14     | 76               | 48               | 18               | -                | 10               | 106              | 69               | 1-й в Южном          | Победа в Кубке Колдера     |
| НХЛ         | Ванкувер Кэнакс     | 2014/15     | 82               | 48               | 29               | -                | 5                | 101              | 61               | 2-й в Тихоокеанском  | Поражение в первом раунде  |
| НХЛ         | Ванкувер Кэнакс     | 2015/16     | 82               | 31               | 38               | -                | 13               | 75               | 45               | 6-й в Тихоокеанском  | не участвовали             |
| НХЛ         | Ванкувер Кэнакс     | 2016/17     | 82               | 30               | 43               | -                | 9                | 69               | 42               | 7-й в Тихоокеанском  | не участвовали             |
| Всего в НХЛ | Всего в НХЛ         | Всего в НХЛ | 246              | 109              | 110              | -                | 27               | 245              | 49               | —                    | —                          |
| Всего в АХЛ | Всего в АХЛ         | Всего в АХЛ | 152              | 91               | 40               | -                | 21               | 203              | 66               | 2 победы в дивизионе | 1 Кубок Колдера            |
| Всего в ЗХЛ | Всего в ЗХЛ         | Всего в ЗХЛ | 615              | 343              | 205              | 21               | 46               | 753              | 61               | 4 Победы в дивизионе | 2 титула чемпиона          |
| Всего       | Всего               | Всего       | 812              | 460              | 261              | 21               | 70               | 1011             | 62               | 6 побед в дивизионе  | 3 титула чемпиона          |

## Личная жизнь
Уилли Дежарден имеет по образованию степени бакалавра и магистра в социальных работах. Он женат и имеет трёх детей.